# Jacques Colombier (décorateur)
Pour les articles homonymes, voir Jacques Colombier et Colombier.
Jacques Étienne Colombier est un chef décorateur et directeur artistique français de cinéma, né le 9 novembre 1901 à Compiègne (Oise) et mort le 12 février 1988 à Paris 13e.

## Parcours
Jacques Colombier a commencé sa carrière de décorateur à la fin des années 1920. Rapidement il devint, par l'ingéniosité de la conception de ses décors mobiles et modernes, l'un des grands architectes décorateurs du cinéma français d'avant la Nouvelle Vague.
Il travailla longtemps comme décorateur aux studios de Joinville. 
Il créa, au sein de la production cinématographique, un style de décors modernes « d'une grande liberté de facture, le mode de construction en studio permettant les audaces qui étaient refusées à l'architecte en dur ».
Jacques Colombier était le frère de Pierre Colombier, réalisateur, scénariste et metteur en scène à l'époque du cinéma muet. Il réalisa les décors de la plupart des films de son frère,.

## Filmographie
Chef décorateur
- 1928 : Dolly de Pierre Colombier
- 1929 : La Tentation de René Barberis et René Leprince
- 1930 : Mon gosse de père de Jean de Limur
- 1930 : Accusée, levez-vous ! de Maurice Tourneur
- 1930 : Chiqué de Pierre Colombier
- 1931 : Le Poignard malais de Roger Goupillières
- 1931 : Le Roi du cirage de Pierre Colombier
- 1932 : Grains de beauté de Pierre Caron
- 1932 : Paris-Méditerranée de Joe May
- 1932 : Sa meilleure cliente de Pierre Colombier
- 1933 : Le Voleur de Maurice Tourneur
- 1933 : L'Homme mystérieux de Maurice Tourneur
- 1933 : Toto de Jacques Tourneur
- 1933 : Tout pour rien de René Pujol
- 1933 : L'Héritier du Bal Tabarin de Jean Kemm
- 1933 : Théodore et Cie de Pierre Colombier
- 1934 : Antonia, romance hongroise de Jean Boyer et Max Neufeld
- 1934 : Prince de minuit de René Guissart
- 1934 : Une femme chipée de Pierre Colombier
- 1934 : Sapho de Léonce Perret
- 1934 : Ces messieurs de la Santé de Pierre Colombier
- 1935 : Soirée de gala de Victor de Fast
- 1935 : La Vie parisienne de Robert Siodmak
- 1935 : L'École des cocottes de Pierre Colombier
- 1936 : Les Loups entre eux de Léon Mathot
- 1936 : Le Roi de Pierre Colombier
- 1937 : L'Ange du foyer de Léon Mathot
- 1938 : Le Dompteur de Pierre Colombier
- 1938 : La Chaleur du sein de Jean Boyer
- 1938 : Les Nouveaux Riches d'André Berthomieu
- 1938 : Mon curé chez les riches de  Jean Boyer
- 1939 : Circonstances atténuantes de Jean Boyer
- 1939 : Le Veau gras de Serge de Poligny
- 1942 : L'Amant de Bornéo de Jean-Pierre Feydeau et René Le Hénaff
- 1942 : Le Prince charmant de Jean Boyer
- 1943 : Le Colonel Chabert de René Le Hénaff
- 1943 : Adémaï bandit d'honneur de Gilles Grangier
- 1943 : Des jeunes filles dans la nuit de René Le Hénaff
- 1944 : Coup de tête de René Le Hénaff
- 1945 : Le Roi des resquilleurs de Jean Devaivre
- 1946 : Au petit bonheur de Marcel L'Herbier
- 1946 : Mensonges de Jean Stelli
- 1946 : La Revanche de Roger la Honte d'André Cayatte
- 1947 : Dernier Refuge de Marc Maurette
- 1947 : Fantômas de Jean Sacha
- 1948 : Rapide de nuit de Marcel Blistène
- 1948 : Cité de l'espérance de Jean Stelli
- 1949 : Jo la Romance de Gilles Grangier
- 1950 : Amour et compagnie de Gilles Grangier
- 1950 : Justice est faite d'André Cayatte
- 1951 : Édouard et Caroline de Jacques Becker
- 1951 : Ils étaient cinq de Jacques Pinoteau
- 1952 : Nous sommes tous des assassins d'André Cayatte
- 1953 : Un trésor de femme de Jean Stelli
- 1953 : La nuit est à nous de Jean Stelli
- 1953 : La Vierge du Rhin de Gilles Grangier
- 1954 : Avant le déluge d'André Cayatte
- 1954 : Faites-moi confiance de Gilles Grangier
- 1954 : Poisson d'avril de Gilles Grangier
- 1955 : Le Printemps, l'automne et l'amour de Gilles Grangier
- 1955 : Le Dossier noir d'André Cayatte
- 1955 : Gas-oil de Gilles Grangier
- 1956 : Rencontre à Paris de Georges Lampin
- 1956 : Courte Tête de Norbert Carbonnaux
- 1957 : Folies-Bergère d'Henri Decoin
- 1957 : Œil pour œil d'André Cayatte
- 1958 : La Tour, prends garde ! de Georges Lampin
- 1958 : Le Miroir à deux faces d'André Cayatte
- 1960 : Le Cercle vicieux de Max Pécas
- 1961 : Le Président d'Henri Verneuil
- 1961 : Le cave se rebiffe de Gilles Grangier
- 1963 : Maigret voit rouge de Gilles Grangier
- 1964 : L'Âge ingrat de Gilles Grangier
- 1965 : Train d'enfer de Gilles Grangier

Décorateur
- 1931 : Chacun sa chance de René Pujol et Hans Steinhoff
- 1932 : Les Gaietés de l'escadron de Maurice Tourneur
- 1933 : Lidoire de Maurice Tourneur
- 1937 : Ignace de Pierre Colombier
- 1937 : Les Rois du sport de Pierre Colombier
- 1938 : Tricoche et Cacolet de Pierre Colombier
- 1942 : Le Destin fabuleux de Désirée Clary de Sacha Guitry
- 1945 : Le Mystère Saint-Val de René Le Hénaff
- 1946 : Christine se marie de René Le Hénaff
- 1949 : L'Héroïque Monsieur Boniface de Maurice Labro
- 1962 : Le Gentleman d'Epsom de Gilles Grangier

Directeur artistique
- 1937 : Un grand amour de Beethoven d'Abel Gance
- 1948 : Route sans issue de Jean Stelli
- 1949 : Cinq tulipes rouges de Jean Stelli
- 1949 : La Bataille du feu de Maurice de Canonge
- 1959 : Archimède le clochard de Gilles Grangier